# Conrado Morterero Simón
Conrado Morterero Simón (Madrid, 1915 - 1982) fue archivero e historiador español, figura destacada en la archivología de la posguerra desde sus funciones en el seno de Patrimonio Nacional.

## Biografía
Hijo de Conrado Morterero y Felipe, jefe del Archivo General del Ministerio de Hacienda, y sobrino-nieto de María Felipe y Pajares, se licenció en Derecho por la Universidad Complutense de Madrid. Entre 1967 y 1982 ejerció como director del Archivo del Palacio Real de Madrid, siendo además letrado bibliotecario del Colegio Notarial de Madrid de 1943 a 1982. Fue asimismo miembro numerario del Instituto Salazar y Castro, de la Junta Directiva del Instituto Internacional de Genealogía y Heráldica, profesor de Paleografía de la Escuela de Genealogía, Heráldica y Nobiliaria así como de Grafotecnia. Autor y coautor de varias monografías sobre archivística, heráldica e historia, recibió entre otros premios el "Rietstap" (1978) del Instituto Internacional de Genealogía y Heráldica por su trabajo "Archivo General del Palacio Real de Madrid". Fue miembro de la Asociación de Archiveros, Bibliotecarios, Museólogos y Documentalistas (ANABAD) y entre otras condecoraciones, le fue concedida la Cruz de San Raimundo de Peñafort.

## Obra
- Catálogo sistemático de la Biblioteca del Ilustre Colegio Notarial de Madrid, Madrid (1948). Gráfica Muybe.
- Con Federico Navarro Franco, Guía-inventario de los protocolos del Archivo Histórico de Cáceres, Madrid (1954). Dirección General de Archivos y Bibliotecas.
- Con Vicente de Cárdenas y Vicent, Diego Muñoz-Cobo y Eugenio Sarrablo y Aguareles, Índice nobiliario español, Madrid (1956). Instituto Internacional de Genealogía y Heráldica.
- Con Federico Navarro y Gonzalo Porras, La nobleza en las armas : Noble Guardia de Arqueros de Corps, (1962) Madrid. Instituto Salazar y Castro (C.S.I.C.).
- Apuntes de iniciación a la paleografía española de los siglos XII a XVII, Madrid (1963). Instituto Luis de Salazar y Castro (C.S.I.C.).
- El Escorial, octava maravilla del mundo, Madrid (1967). Patrimonio Nacional.
- Documentos del Padre Sarmiento para el adorno exterior del Palacio Real de Madrid, Madrid (1972). Reales Sitios: Revista del Patrimonio Nacional. Patrimonio Nacional.
- Don Pedro Calderón de la Barca, capellán de honor de su Majestad, Madrid (1973). Revista de Hidalguía.
- Archivo General del Palacio Real de Madrid (Inventario-guía del fondo documental), Madrid (1977). Patrimonio Nacional.